# Институт химии силикатов имени И. В. Гребенщикова РАН
Федеральное государственное бюджетное учреждение науки Ордена Трудового Красного Знамени Институт химии силикатов им. И. В. Гребенщикова Российской академии наук (ИХС РАН) основан в 1948 г. по инициативе видного специалиста в области химии и технологии стекла и силикатных материалов академика И. В. Гребенщикова, который был его первым директором и имя которого институт носит с 1962 г. В разные годы директорами института были член-корреспондент АН СССР Н. А. Торопов (1953—1968) — один из основоположников физико-химических исследований силикатных систем в СССР и профессор Э. К. Келер (1968—1972). С 1972 по 1998 г. институт возглавлял академик Михаил Михайлович Шульц — выдающийся физикохимик, специалист в области химической термодинамики, химии и электрохимии стекла. В 1969 г. за успехи в развитии химической науки и подготовке научных кадров институт награждён орденом Трудового Красного Знамени.
В числе основателей института были также: академик АН УССР П. П. Будников, академик А. А. Лебедев, член-корреспондент Н. Н. Качалов, профессор Ю. В. Морачевский, профессор Е. Ф. Гросс, профессор И. Ф. Пономарёв и ряд других ведущих специалистов в области фундаментальных исследований силикатов и стекла.
Основные научные направления. Фундаментальные исследования физико-химических процессов, протекающих в силикатных и родственных им системах тугоплавких оксидов, с целью разработки научных основ создания новых неорганических неметаллических материалов. Прикладные научные исследования, направленные на создание материалов и их технологий: стекла, цемента, керамики, неорганических защитных и функциональных покрытий, используемых в строительстве, электротехнике, радиоэлектронике, машиностроении, авиакосмической технике и других областях.
В 1960 году институт совместно с Заводом им. Морозова разработал и внедрил производство кремнийорганических составов, на базе завода было развернуто промышленное производство органосиликатных материалов в промышленных масштабах. В 1970-х годах были разработаны и введены в индустриальное производство Органосиликатные композиции группы ВН-30 (по нынешнему порядку обозначений — это ОС-12-01 и ОС-12-03), АС-8А (ОС-51-03), Ц-5 (ОС-52-01), ВН-15Т (ОС-52-02), ОСМ-98 (ОС-74-01), В-58 (ОС-82-01), Т-11 (ОС-82-05) и другие виды материалов.
В 2023 году институт передан в состав Курчатовского института.

### Научные исследования
- Исследование фазовых соотношений, структуры веществ и термодинамических свойств большого числа оксидных систем[чего?] с построением фазовых диаграмм и установлением взаимосвязей между свойствами и строением соединений в стеклообразном и кристаллическом состояниях (М. М. Шульц, Н. А. Торопов, Э. К. Келлер, В. Б. Глушкова, Р. Г. Гребенщиков, И. А. Бондарь, Р. С. Бубнова). Эти данные обобщены в двух справочных изданиях:
  - «Диаграммы состояния систем тугоплавких оксидов» Архивная копия от 4 декабря 2017 на Wayback Machine
  - «Свойства стёкол и стеклообразующих расплавов».
- Теоретические и экспериментальные исследования фазовой неоднородности стеклообразующих расплавов и стёкол (Ф. Я. Галахов, С. П. Жданов, Е. А. Порай-Кошиц, Н. С. Андреев, В. Н. Филипович).
- Разработка динамической теории оксидных кристаллов, позволяющей прогнозировать свойства кристаллов на основании изучения их ИК-спектров поглощения (А. Н. Лазарев).
- Разработка технологии синтеза особо чистого кварцевого стекла с предельно малыми содержанием гидроксильных групп и оптическими потерями (А. Г. Боганов).
- Разработка золь-гель-технологии тонких плёнок для радиоэлектроники (А. И. Борисенко, Л. Ф. Чепик, О. А. Шилова).
- Создание нового класса материалов на основе кремнийорганических соединений, так называемых органосиликатных материалов, нашедших широкое применение в качестве атмосферостойких защитно-декоративных, антиобледенительных и противокоррозионных покрытий, высокотемпературных клеев и герметиков (Б. Г. Долгов, Н. П. Харитонов, В. А. Кротиков, Н. Е. Глушкова, Ю. И. Худобин, Г. Т. Федорова, Г. С. Буслаев, Л. Н. Красильникова, С. В. Чуппина).
- Доказательство неоднородного строения однофазных стёкол (Н. С. Андреев, В. В. Голубков).
- Расшифровка кристаллических структур силикатов и оксидов с особо сложной структурой и изучение прямыми рентгеноструктурными методами цеолитов со встроенными полупроводниковыми кластерами и сорбированными молекулами различных веществ (Ю. И. Смолин).
- Теоретическая и экспериментальная разработка кислотно-основной концепции оксидных расплавов с созданием оригинальной методики определения показателей основности рО (М. М. Шульц).
- Развитие физикохимии ультрадисперсных частиц, создание наноразмерных композитов и материалов (В. Я. Шевченко, В. В. Гусаров, Мезенцева Л. П., Голубева О. Ю., Синельщикова О. Ю.).
- Создание технологии пористых стёкол с регулируемыми размерами и морфологией пор и получение на её основе широкого спектра новых материалов — адсорбентов и оптических материалов (С. П. Жданов, О. В. Мазурин, Т. В. Антропова).
- Разработка различных жаростойких, износостойких и коррозионностойких по отношению к различным реагентам защитных покрытий на металлы и другие материалы, в том числе на теплозащитные материалы в аэрокосмической технике (В. А. Жабрев, М. В. Сазонова, И. Б. Баньковская). Синтез неорганических и гибридных органо-неорганических покрытий для гибкой жаропрочной электроизоляции (В. А. Кривцов, В. А. Кротиков, С. В. Хашковский).

Международное сотрудничество. Институт является организатором международных совещаний по физикохимии тугоплавких оксидов, по стеклообразному состоянию, по жаростойким покрытиям и золь-гель технологии. В 1989 г. Институт был организатором XV Международного конгресса по стеклу, традиционно принимает участие в организации и проведении Менделеевских съездов по общей и прикладной химии. Институт имеет широкие научные связи с фирмами, научными центрами и университетами многих стран ближнего и дальнего зарубежья.

## Медаль

Медаль И. В. Гребенщикова
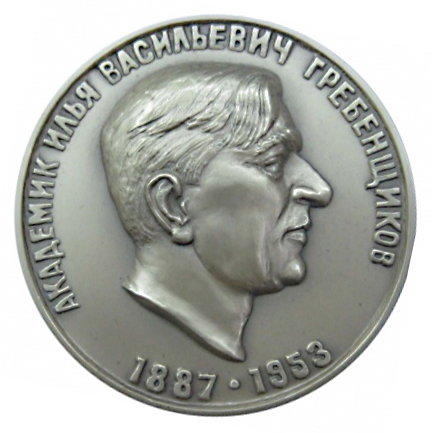

## Научные журналы
Институт издаёт журнал «Физика и химия стекла Архивная копия от 4 сентября 2006 на Wayback Machine».